# Stephen Ross Harris
Stephen Ross Harris (22 de mayo de 1824 – 15 de enero de 1905) fue un Representante estadounidense por Ohio y tío de Ebenezer Byron Finley.
Nació al oeste de Massillon, Ohio, donde Harris asistió a la escuela común y al, Washington College (Pensilvania), al Seminario Norwalk (Ohio), y al Western Reserve College, y finalmente, llegó a Hudson, Ohio. Estudió derecho y admitido al Colegio de Abogados en 1849 empezando sus prácticas en Columbus, Ohio, mudándose ese mismo año a Bucyrus.  Se convirtió en socio de Josiah Scott desde 1850 hasta la muerte de Scott en 1879, excepto en los momentos que Scott estaba en la Corte Suprema de Ohio. 
Fue alcalde de Bucyrus en 1852, 1853, 1861, y 1862. Mariscal Adjunto de Estados Unidos en 1861. Fue Presidente del Colegio de Abogados del Estado de Ohio en 1893 y 1894. 
Harris fue elegido como republicano en el 54.º Congreso (4 de marzo de 1895- 4 de marzo de 1897). No fue reelegido.  Se dedicó a la abogacía en Bucyrus, Ohio, hasta su muerte el 15 de enero de 1905. Fue enterrado en el Cementerio de Oakwood. Se casó el 15 de septiembre de 1853 con Mary Jane Monnett, tuvieron dos hijos y dos hijas.